# Перкунов дуб

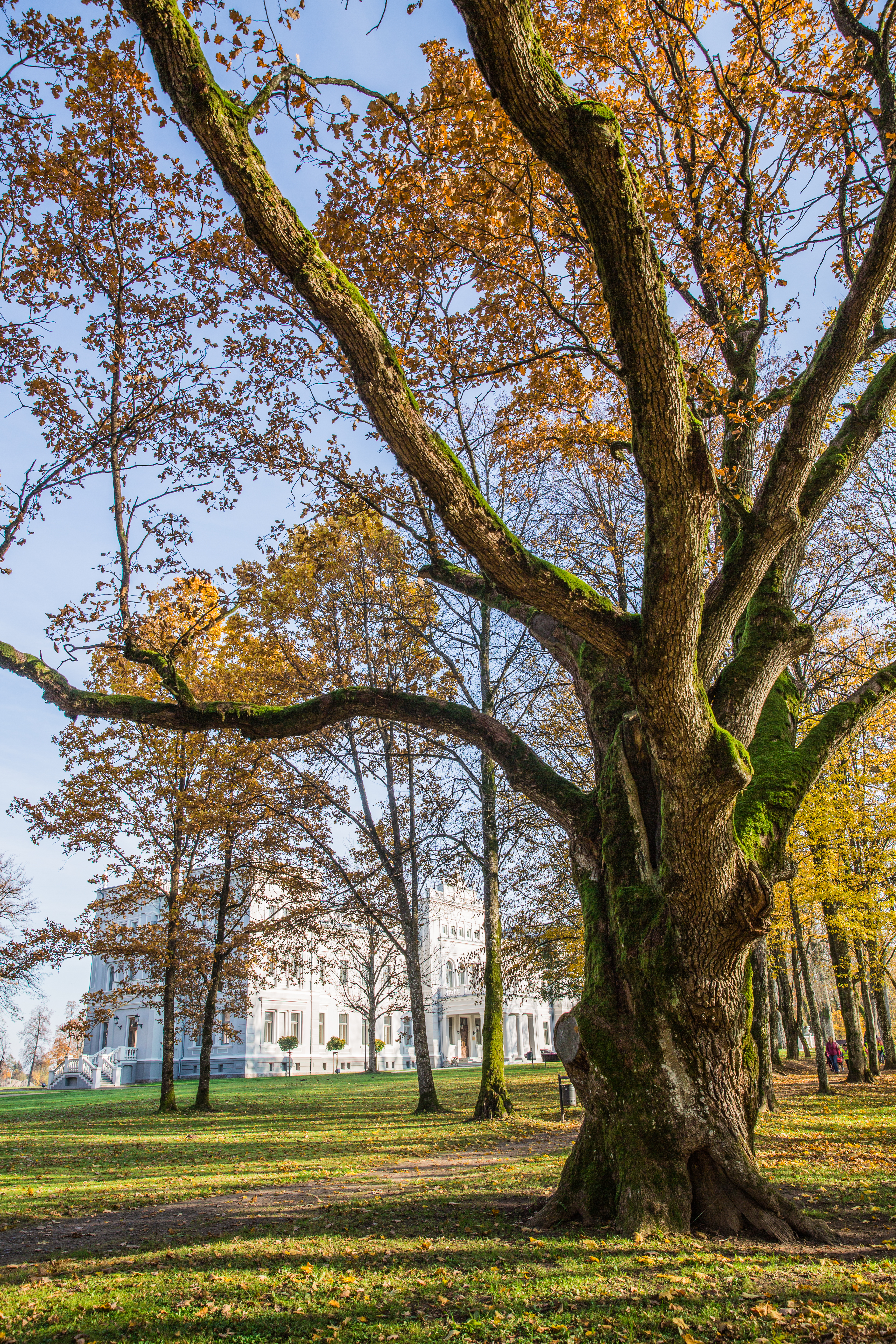

Перкунов дуб (лит. Perkūno ąžuolas) — самый старый дуб Плунгеского поместья в Литве. Растёт в центральной части парка рядом с дворцом Огинских. Высота — 25 м, диаметр ствола — 1,65 м. В 1960 году дубу присвоен статус памятника природы, а в 1987 году — статус памятника природы республиканского значения.

## История
Культурной ценностью обладает не только само дерево, но и сложенные о нем предания и легенды. Рассказывают, что в языческие времена жрица Галинда разводила на этом месте священный огонь. Её возлюбленный отправился воевать с крестоносцами и не вернулся, женщина горько его оплакивала. Старый жрец пытался её успокоить, говоря, что только священный огонь способен справиться с земной любовью. В этот момент громовержец Перкунас ударил в росший рядом дуб, и жрец увидел в его дупле землю, из которой начал быстро расти цветок. Тогда дуб нарекли именем Перкунаса и стали говорить о его могуществе, которое не сломят никакие земные невзгоды.
По воспоминаниям жителей Плунге, жена Михаила Огинского Мария устраивала под Перкуновым дубом спектакли для детей и молодежи.

## Галерея

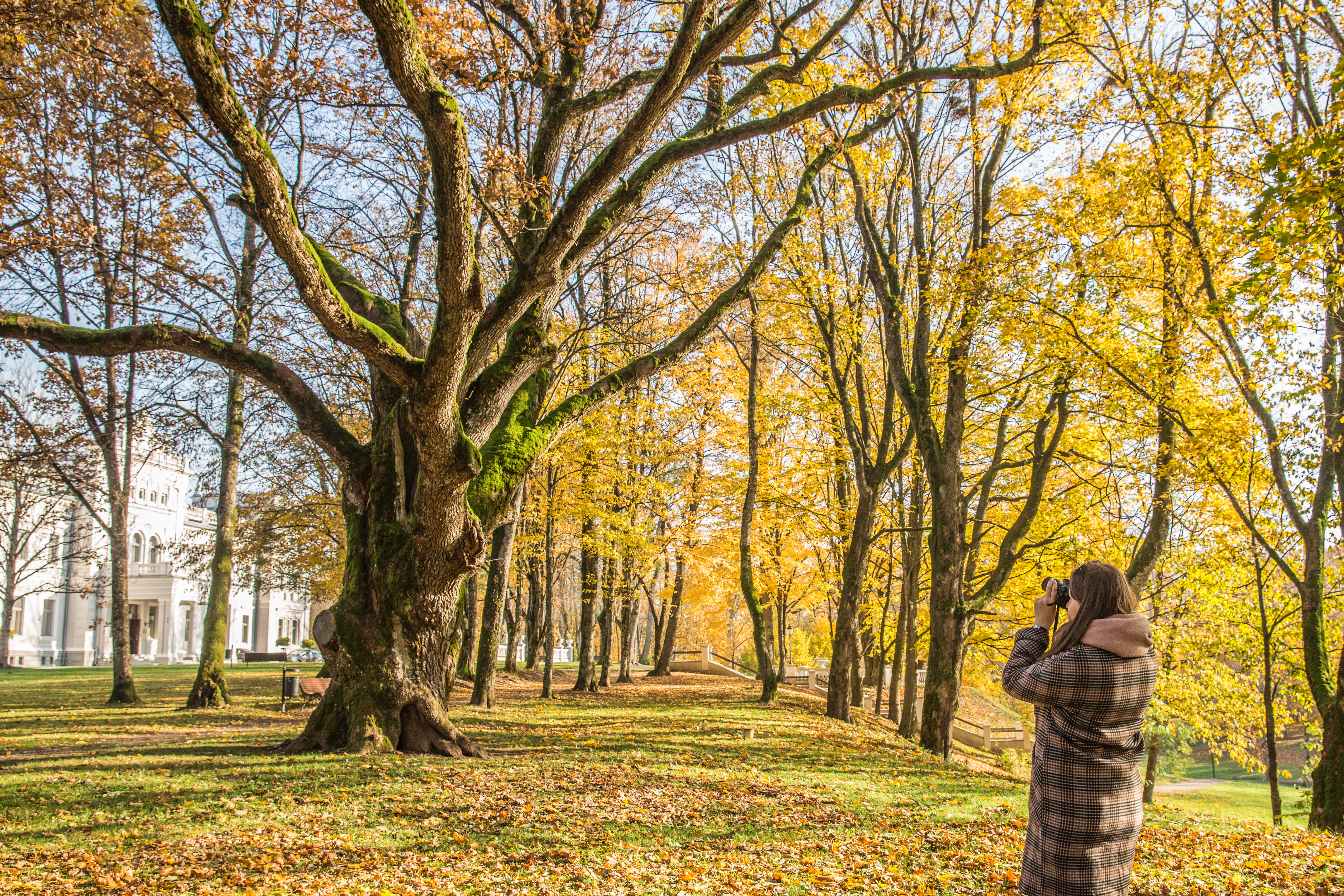
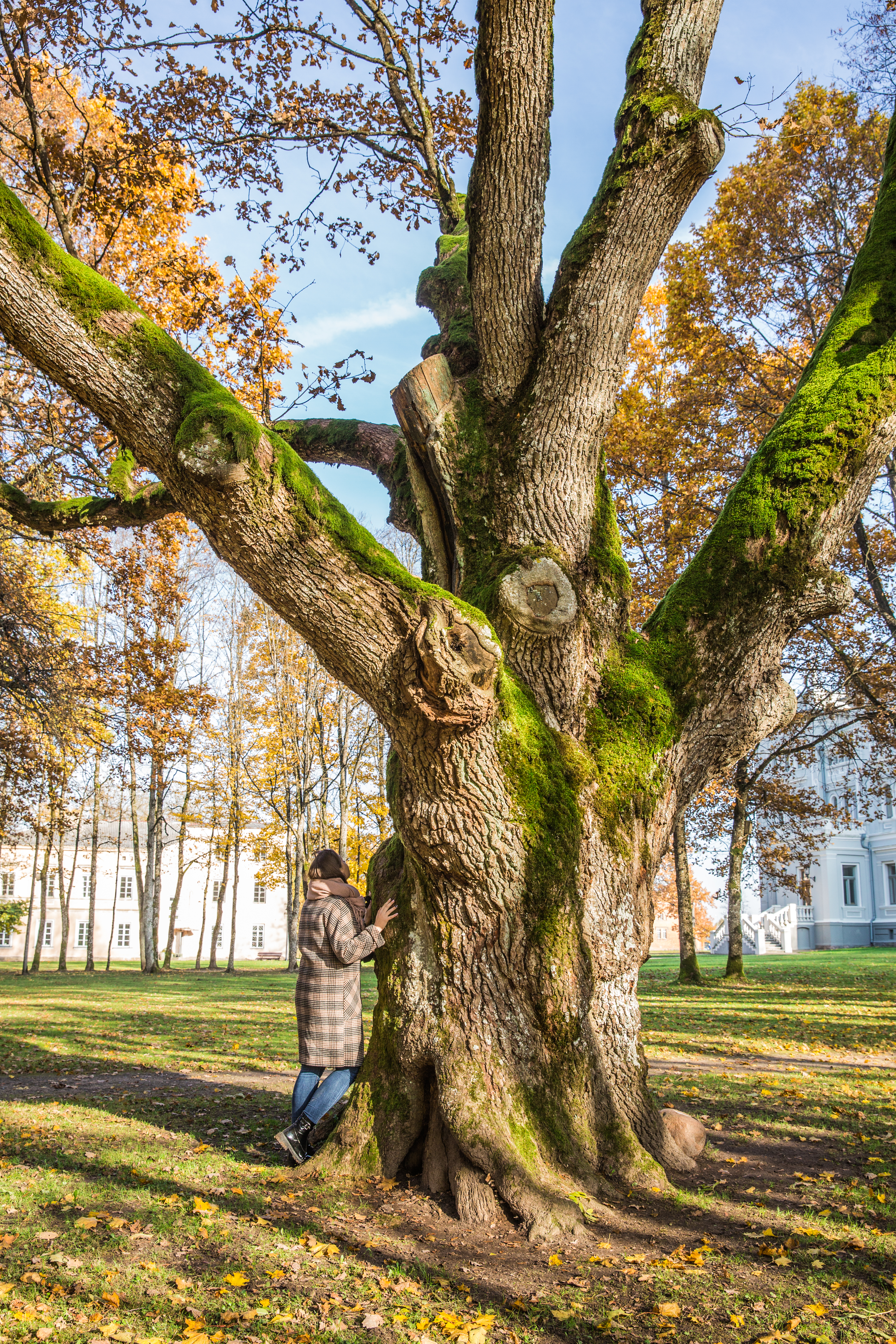
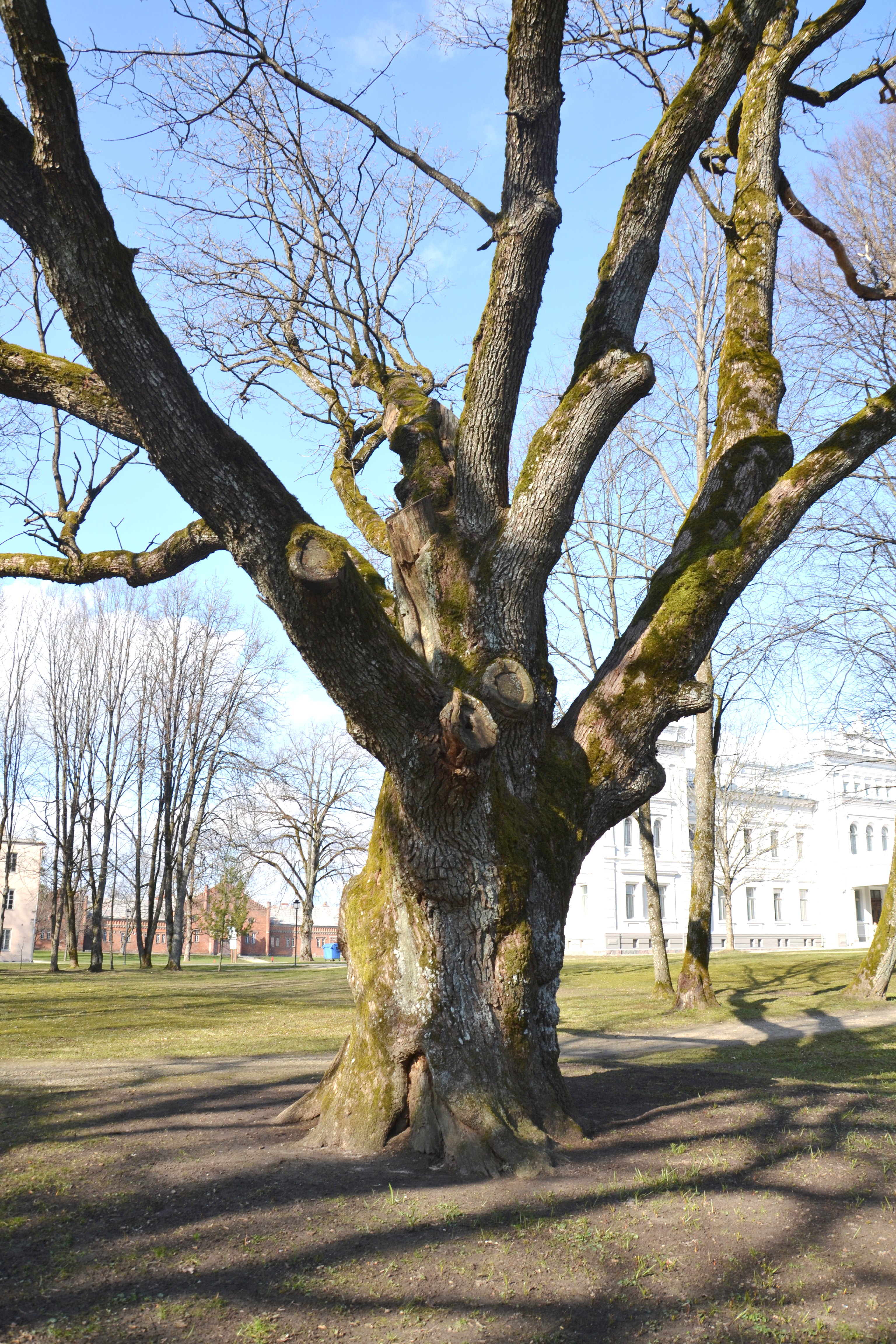
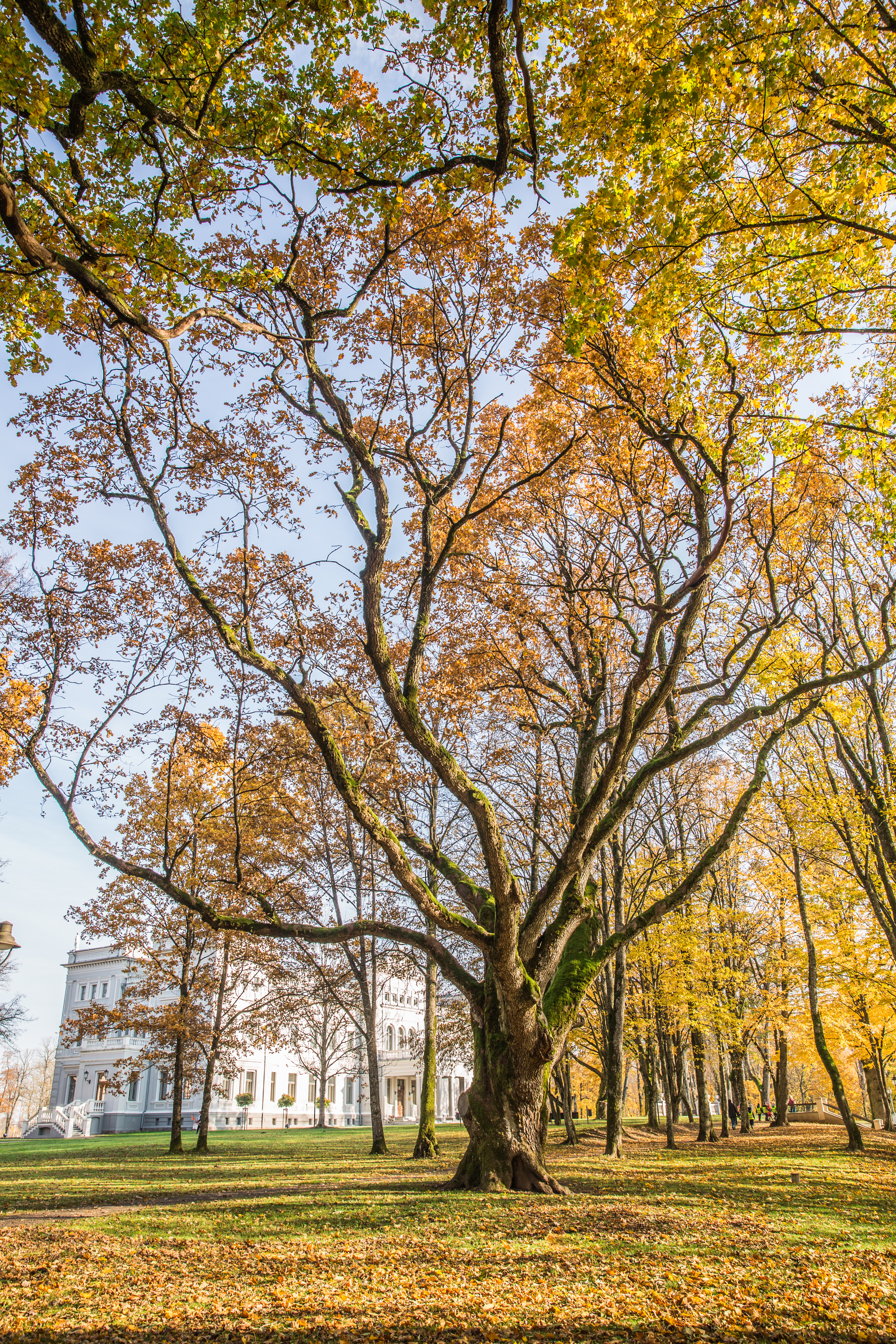
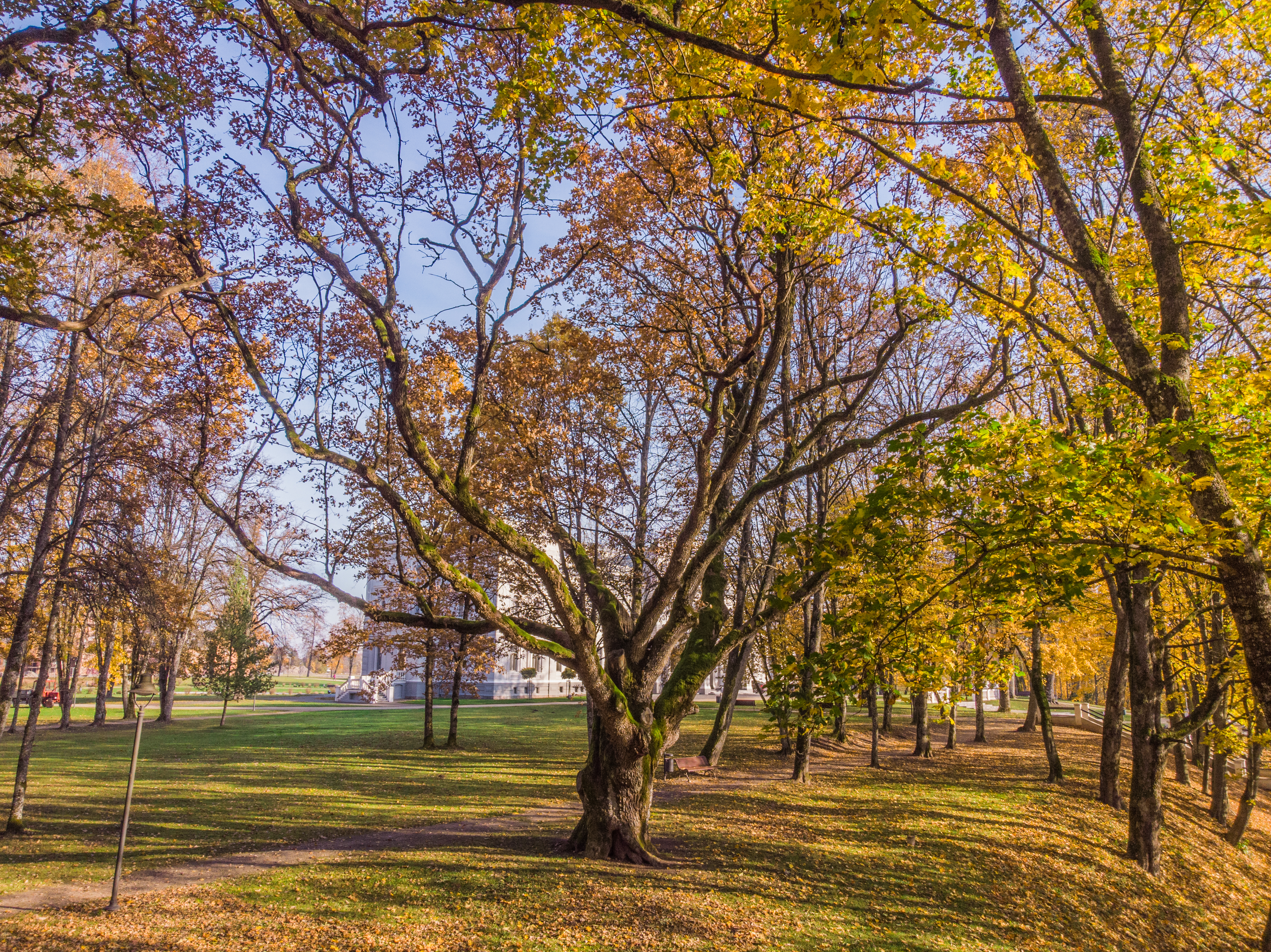